# Tjerykaŭ rajon
Tjerykaŭski Rajon (vitryska: Чэрыкаўскі Раён, ryska: Чериковский район) är ett distrikt i Belarus.   Det ligger i voblasten Mahiljoŭs voblast, i den östra delen av landet, 250 km öster om huvudstaden Minsk.